# León Helm
León Vincent Helm (* 17. Februar 1995) ist ein deutscher American-Football-Spieler auf der Position des Fullbacks. Er spielt seit 2024 für Stuttgart Surge in der European League of Football und ist Deutscher Nationalspieler.

## Werdegang
Helm begann im Alter von 11 Jahren bei den Saarland Hurricanes mit dem American Football. Mit der U19-Mannschaft gewann er 2013 den Junior Bowl. Im selben Jahr belegte er mit der deutschen U19-Nationalmannschaft bei der Junioren-Europameisterschaft in Köln und Düsseldorf den Bronzerang. Ein Jahr später vertrat er Deutschland als Kapitän bei der U19-Weltmeisterschaft in Kuwait. Im vier Spielen erzielte Helm zwei Rushing Touchdowns. Deutschland beendete das Turnier als Siebter. 2017 wurde Helm für die World Games 2017 in Breslau in das deutsche Nationalteam berufen. Dort war er Teil der ersten europäischen Mannschaft, die die Delegation der Vereinigten Staaten schlug. Nach der Finalniederlage gegen Frankreich holte Deutschland die Silbermedaille. Für die Saison 2020 wechselte Helm zur Frankfurt Universe. Aufgrund der Covid-19-Pandemie wurde die Saison nicht ausgetragen. 2021 lief er erneut für die Hurricanes auf. Mit 123 Rushing-, 125 Receiving-Yards, einem Touchdown und vielen Blocks trug Helm zum Einzug in das Halbfinale bei. Dies stellte das bis dato beste Ergebnis der Vereinsgeschichte dar. Mitte September zog sich Helm einen Wadenbeinbruch zu. Helm wurde nach der Saison in das GFL All-Star Team gewählt.
Zur Saison 2022 der European League of Football (ELF) unterschrieb Helm einen Vertrag bei der Frankfurt Galaxy. Dort kam er als Fullback und H-Back zum Einsatz. Besonders bei Spielzügen an der Goalline wurde Helm als Ballträger eingesetzt und erzielte dabei insgesamt fünf Touchdowns in elf Spielen. Für seine Leistungen wurde er in das zweite ELF All-Star Team gewählt. Im Februar 2023 gab die Galaxy die Verlängerung mit Helm um eine weitere ELF-Saison bekannt.
Im Dezember 2023 hat Stuttgart Surge die Verpflichtung von Helm für die ELF-Saison 2024 bekanntgegeben.

## Statistiken
| Jahr                                   | Team             | Spiele | Starts | Rushing | Rushing | Rushing | Rushing | Rushing | Receiving | Receiving | Receiving | Receiving | Receiving | Receiving |
| Jahr                                   | Team             | Spiele | Starts | Att     | Yds     | Avg     | TD      | Lng     | Rec       | Tgt       | Yds       | Avg       | TD        | Lng       |
| -------------------------------------- | ---------------- | ------ | ------ | ------- | ------- | ------- | ------- | ------- | --------- | --------- | --------- | --------- | --------- | --------- |
| European League of Football            |                  |        |        |         |         |         |         |         |           |           |           |           |           |           |
| 2022                                   | Frankfurt Galaxy | 11     | 0      | 11      | 19      | 1,7     | 5       | 3       | 0         | 0         | 0         | 0,0       | 0         | 0         |
| 2023                                   | Frankfurt Galaxy | 10     | 1      | 17      | 72      | 4,2     | 3       | 18      | 0         | 0         | 0         | 0,0       | 0         | 0         |
| ELF Gesamt                             | ELF Gesamt       | 21     | 1      | 28      | 91      | 3,3     | 8       | 18      | 0         | 0         | 0         | 0,0       | 0         | 0         |
| Quellen: stats.europeanleague.football |                  |        |        |         |         |         |         |         |           |           |           |           |           |           |

## Privates
Helm hat vier Brüder. Er absolvierte ein Freiwilliges Soziales Jahr im Rettungsdienst und machte anschließend eine Ausbildung zum Notfallsanitäter.